# ヤン・シュラーメク

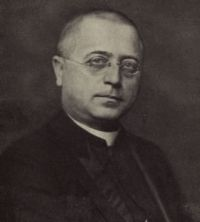
ヤン・シュラーメク

ヤン・シュラーメク（Jan Šrámek、1870年11月8日 - 1956年4月22日）は、チェコスロバキアの政治家。チェコスロバキア人民党党首（1919-1938、1945-1948）。チェコスロバキア亡命政府の首相（1940-1945）。

## 生涯
モラヴィア地方オロモウツ近郊グリゴフ出身。チェコスロバキア建国後、革命国民議会そして下院議員となり、人民党の指導者として、連立を組む政党間の合意形成機関であるピェトカ（五党委員会）を通じた政権運営の一翼を担った。また鉄道大臣、保健体育大臣、郵政通信大臣、厚生大臣、行政法務統一相を歴任したほか、アントニーン・シュヴェフラの病気に伴い、首相代理（1928-1929）を務めた。
1939年3月のナチス・ドイツによるチェコスロバキア解体後に亡命し、ロンドンに拠点を置いたチェコスロバキア亡命政府の首相となり、国家の再建に尽力した。戦後、国民戦線に参加するも、次第にチェコスロバキア共産党の影響拡大を懸念するようになった。1948年2月の共産党による政権奪取後、共産党への追従を見せる党内勢力と対立し、党首を辞任した。その後、側近のフランチシェク・ハーラとともに亡命を企図したが、失敗し、拘留生活を余儀なくされた。